# Taran
Taranování, respektive taran je způsob boje spočívající v najetí jednoho bojového prostředku na jiný, respektive úmyslné srážce s ním.
Používalo se na moři, na souši a ve vzduchu.

## Taran na moři
Ačkoliv se taranování používalo leckde, pouze na moři bývalo používáno jako jedna z nejdůležitějších taktik a pouze lodě byly běžně stavěny přímo s ohledem na ně. Byl jim přidáván tzv. kloun, ostrý zobec pod hladinou na přídi, který měl zvýšit účinek nárazu. Později byl ještě vylepšen tak, aby se po nárazu odlomil, aby se zabránilo uvíznutí lodě v boku zasaženého nepřítele.
První podrobné popisy bitev, v nichž bylo úspěšně a masivně používáno, známe již z historie starověkého Řecka. Naposled byl taran jakožto hlavní taktika použit v bitvě u Visu v roce 1866. Úspěch taranu v této bitvě způsobil, že válečné lodě se stavěly s klounem až do počátku první světové války. Na konci 19. století byla dokonce postavena i speciální plavidla pro taranový útok klounem (HMS Polyphemus z roku 1881 a USS Katahdin z roku 1893).
Později již byl taran považován za nouzové a leckdy zoufalé řešení. V tomto ohledu je znám taran britského torpédoborce HMS Glowworm proti německému těžkému křižníku Admiral Hipper během norské kampaně 8. dubna 1940.

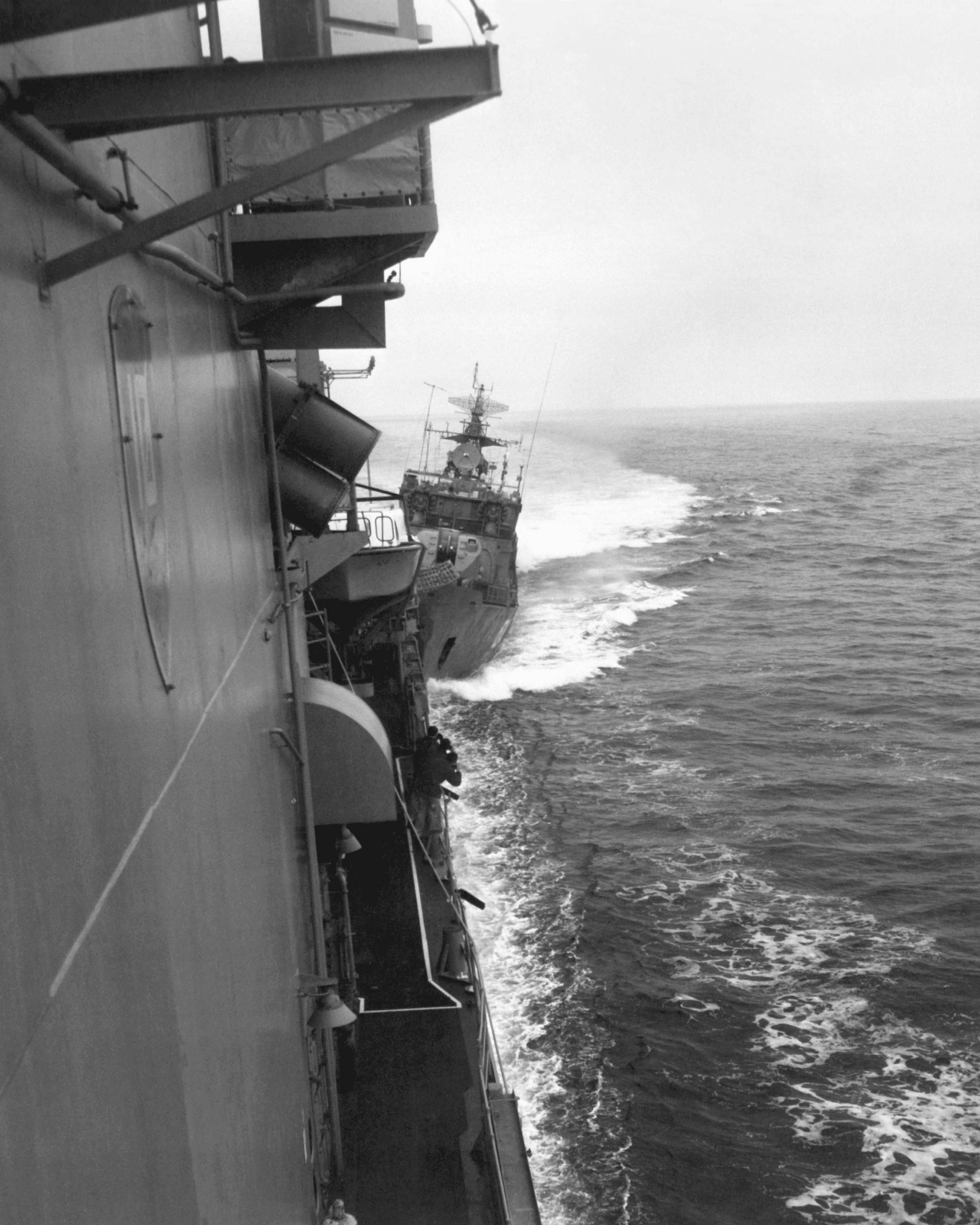
Taranování USS Caronu sovětskou fregatou SKR-6

Taran může být též použit nikoliv ke zničení či těžkému poškození plavidla, ale jako odstrašující prostředek politického rázu.
12. února 1988 došlo k dvěma incidentům (v rozmezí 3 minut), kdy byla taranována plavidla amerického námořnictva USS Caron (DD-970) a USS Yorktown (CG-48), a to loděmi sovětského námořnictva z důvodu narušení ruských teritoriálních vod v Černém moři.
Soudobé případy taranování civilních lodí jsou známy především z případů boje ekologických aktivistů s rybářskými loděmi.
20. března 2013 se vzájemně taranovala japonská velrybářská loď MV Nisshin Maru a lodě organizace Sea Shepperd MY Steve Irwin, MY Bob Barker a MY Sam Simon. Plavidla ekologické organizace se snažila znemožnit pokus japonské lodi o doplnění paliva z tankeru.
25. listopadu 2018 došlo k taranování ukrajinského remorkéru Jani Kapu ruským oceánským remorkérem Don v rámci tzv. incidentu v Kerčském průlivu.

## Taran na souši
Taran na souši byl používán jako jedna z nouzových, respektive příležitostných taktik při tankových soubojích na extrémně krátkou vzdálenost. Docházelo k němu zejména za druhé světové války na východní frontě, pokud došlo ke střetnutí v nepřehledném terénu nebo v noci a nepřátelské formace se promíchaly. Jeho smyslem bylo najet na nepřátelský tank a svou vahou ho rozdrtit. Obvykle se používal pouze v případě velkého váhového rozdílu mezi soupeři, nebo pokud měl cíl výrazně nižší siluetu. V moderní válce se prakticky nevyskytuje.

## Taran ve vzduchu

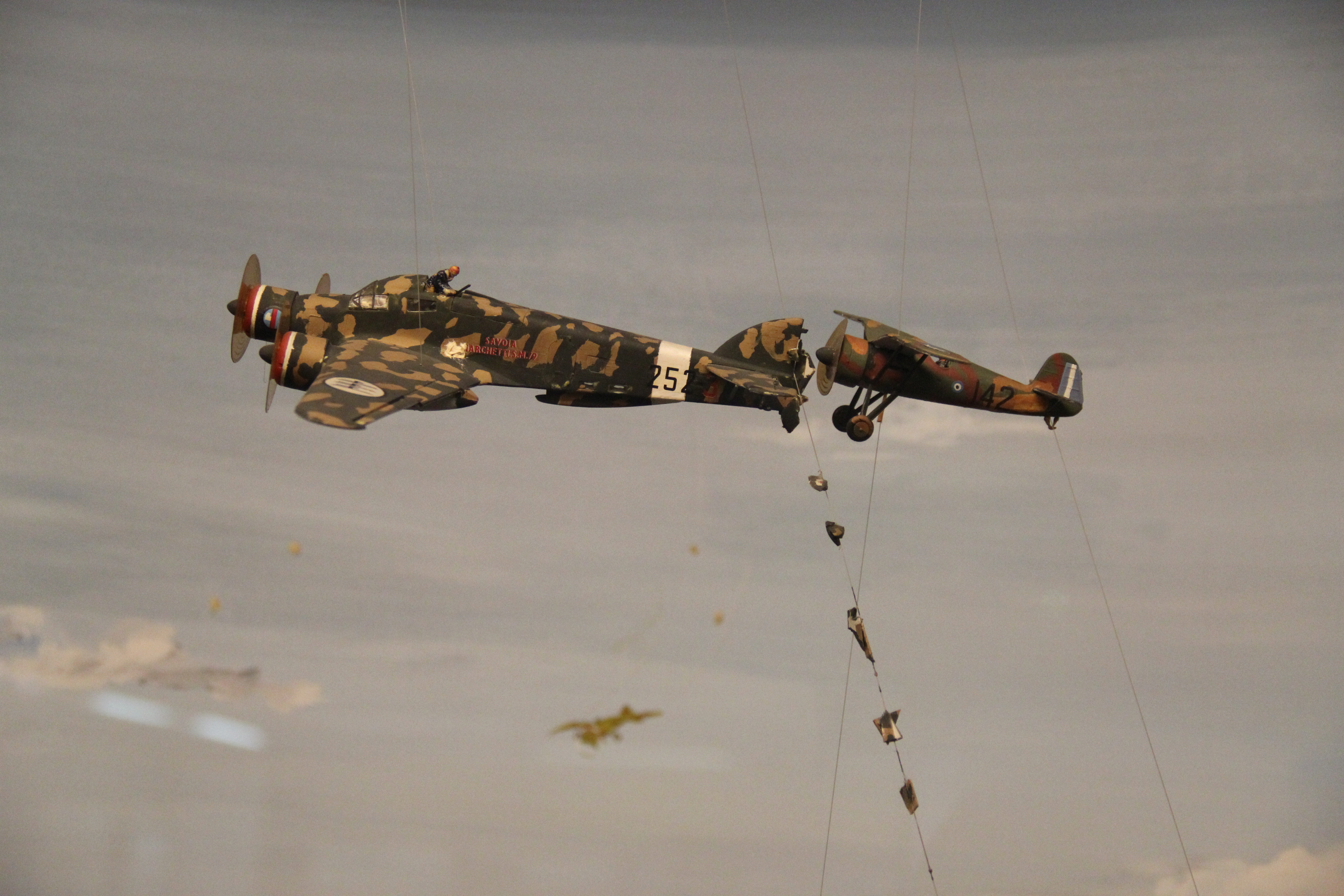
Dioráma v Athénském válečném muzeu zobrazující taran italského bombardéru SM.79 řeckou stíhačkou PZL P.24 během italského útoku na Řecko v roce 1940

Taran byl používán též ve vzdušných soubojích první a druhé světové války. I zde se jednalo o nouzovou taktiku, navíc nebezpečnou pro pilota. Aby byla použita, předpokládalo se splnění některé z následujících podmínek (spolu s nepříliš velkým porušením podmínek ostatních):
- boj nad vlastním územím (taran byl výhodný, neboť nepřítel ztratil s letadlem i pilota)
- beznadějná situace taranujícího pilota a absence efektivnějšího způsobu odchodu (takto zemřel například jeden z nejlepších finských stíhačů Zimní války Tatu Huhanantti, když těžce raněn a s hořícím letounem čelně taranoval jednoho z protivníků)
- letoun taranujícího pilota byl extrémně „levnější“ než cíl jeho útoku (typické pro východní frontu)
- nutnost okamžitého zásahu při došlé munici

Za druhé světové války proběhl v USA i ojedinělý pokus vyvinout letadlo, jehož prioritní taktikou měl být útok taranem. Byl to Northrop XP-79. Projekt ale skončil po havárii jediného postaveného prototypu.

### Různé typy vzdušného taranu
- prostý čelní střet (nejméně oblíbený pro minimální šance pilota na přežití)
- srážka křídly
- nálet zezadu do ocasních ploch nepřítele, které pak rozcupovala vrtule